# San Jerónimo Sosola
San Jerónimo Sosola là một đô thị thuộc bang Oaxaca, México. Năm 2005, dân số của đô thị này là 2736 người.